# San Giovanni Battista (Donatello Venezia)
Il San Giovanni Battista è una scultura in legno policromo (alta 141 cm), realizzata da Donatello e custodita in una sorta di polittico all'interno della basilica di Santa Maria Gloriosa dei Frari a Venezia.

## Storia
La presenza di un'opera di Donatello a Venezia è particolarmente insolita, il che ha fatto anche dubitare sulla sua autenticità. Le perplessità sulla datazione si sono concluse con una doppia alternativa: la teoria più accreditata la vuole eseguita dall'artista entro l'anno 1438, su commissione di una Confraternita fiorentina per la cappella dedicata al precursore (protettore, d'altronde, della stessa Firenze) all'interno della basilica veneziana. Durante il restauro del 1973 infatti, oltre che a riportare alla luce la perduta policromia, venne scoperta sulla base la data 1438, che collocherebbe l'opera al periodo dei grandi bronzi classicheggianti, come il David e l'Amorino-Attis.
La stridente differenza con queste opere ha messo in dubbio l'autenticità della data (che a volte nelle opere antiche poteva essere del tutto simbolica), collocando la statua tra le opere del periodo padovano, magari commissionata da nobili veneziani raggiunti dalla fama dello scultore nella vicina città, oppure alla fase della vecchiaia (1453-1455 circa), per le evidenti affinità con la Maddalena penitente. 
Tenendo invece per buona la datazione agli anni trenta si ha una prova della notevole molteplicità di stili a cui l'autore poteva dedicarsi, creando opere di registro anche completamente diverso e padroneggiando tutte le tecniche scultoree.

## Descrizione
Oggi l'opera è collocata all'interno di un maestoso polittico, ai cui fianchi si ergono due mediocri statue di artista ignoto, nella cappella dedicata al santo. 

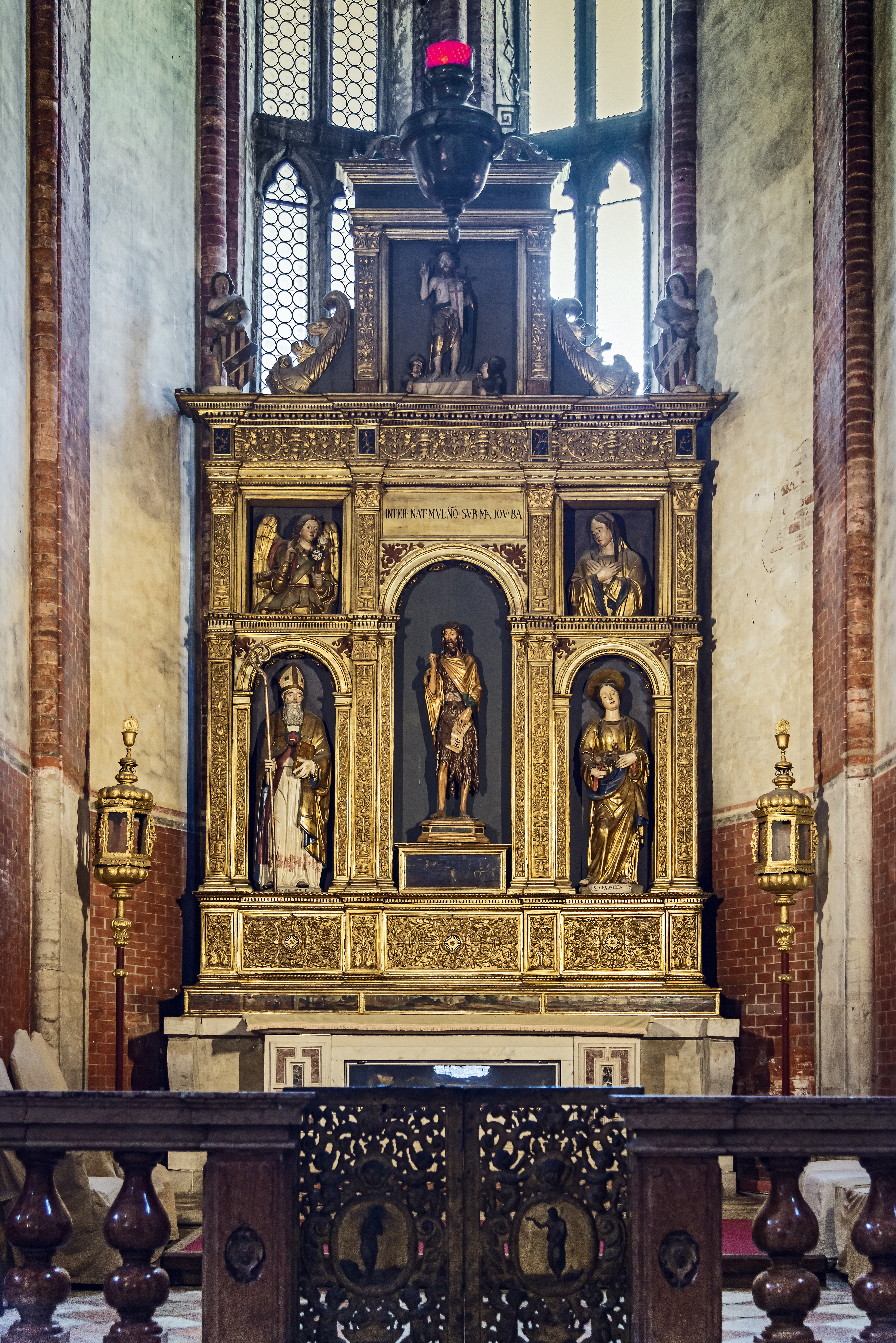
attuale collocazione nella Cappella di San Giovanni Battista

Il santo si caratterizza per i tratti volutamente espressivi e per la rigida monumentalità. Coperto da un abito con pelli di dromedario, accenna ad un passo in avanti con la gamba destra; la mano sinistra, parzialmente coperta da un manto dorato, trattiene il cartiglio in parte leggibile, recante le parole da lui pronunciate sulle rive del fiume Giordano, alla vista del Cristo: «Ecce Agnus Dei». 
Nell'opera, oltre all'«ECCE», le dita richiuse del precursore lasciano intravedere una A. La mano sollevata ne ravviva le caratteristiche fisionomiche, col quale sembra che voglia richiamare all'attenzione lo spettatore. 
La figura dell'asceta, come in questo caso, è stata più volte resa da Donatello, attraverso opere espressive e toccanti: ne sono d'esempio il più tardo San Gerolamo custodito a Faenza e la monumentale Maria Maddalena nel Museo dell'Opera del Duomo di Firenze.
Un'opera con lo stesso soggetto venne eseguita dall'artista all'età di settant'anni circa, tra il 1455 e il 1455, per il duomo di Siena; realizzata interamente in bronzo, si caratterizza in senso più drammatico e presenta maggiori caratteristiche del Donatello maturo.